# Schmöllner Trommeltaube
Die Schmöllner Trommeltaube ist eine Haustaubenrasse und gehört zu den Trommeltauben.

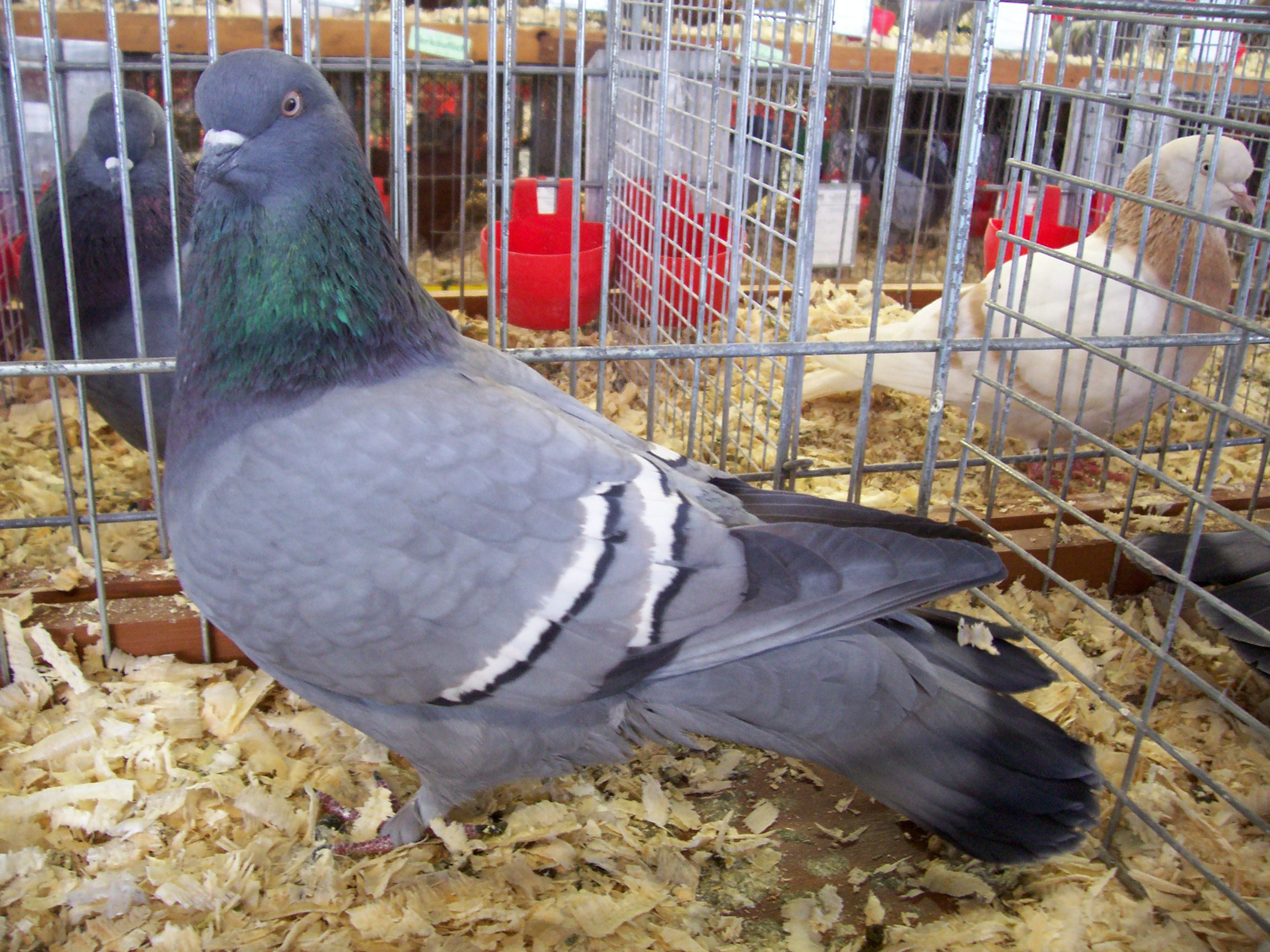
Schmöllner Trommeltaube, Blau mit weißen Binden

## Musterbeschreibung
- Herkunft: Sachsen und Thüringen, im Gebiet von Schmölln und Altenburg beheimatet.
- Gesamteindruck: Kräftige, lange, mittelhoch gestellte Taube mit fast waagerechter Haltung, Gabelschwanz, behost, glattköpfig, sehr gute Trommelstimme.
- Rassemerkmale:
  - Kopf: Gut gerundet, hohe Stirn, glatt
  - Augen: Perlfarbig; Rand schmal, je nach Gefiederfarbe hell bis dunkel.
  - Schnabel: Mittellang, hell bis dunkel je nach Gefiederfarbe; Warzen wenig entwickelt, glatt.
  - Hals: Mittellang, voll aus dem Körper heraustretend, Kehle ausgerundet.
  - Brust: Breit und vortretend.
  - Rücken: Breit, lang, etwas abfallend.
  - Flügel: Kräftig, breit, mit langen Schwingen, den Rücken gut deckend.
  - Schwanz: Aus mindestens 14 langen und breiten Federn bestehend, in der Mitte durch Gabelung geteilt. Bürzeldrüse fehlt.
  - Beine: Mittellang, Laufbein befiedert (behost), Zehen nackt.
  - Gefieder: Breit, straff, lang.
- Farbschläge: Weiß, Schwarz, Rot, Gelb, Blau  mit oder ohne schwarze Binden, Blau mit weißen Binden, Blaufahl mit oder ohne dunkle Binden, Rotfahl, Erbsgelb (Gelbfahl), Hellblau mit weißen Binden, Blaugehämmert, Blaufahl-Gehämmert, Rotfahl-Gehämmert, Gelbfahl-Gehämmert, Gelercht, Muselköpfig in Schwarz, Getigert und Gescheckt in Schwarz, Blau, Rot und Gelb.
- Bewertung: Gesamteindruck • Körperform und -haltung • Stand • Schwanzform • Hosen • Augenfarbe • Gefiederfarbe
- Ringgröße: 9

## Galerie
Schmöllner Trommeltauben in den Farbenschlägen:

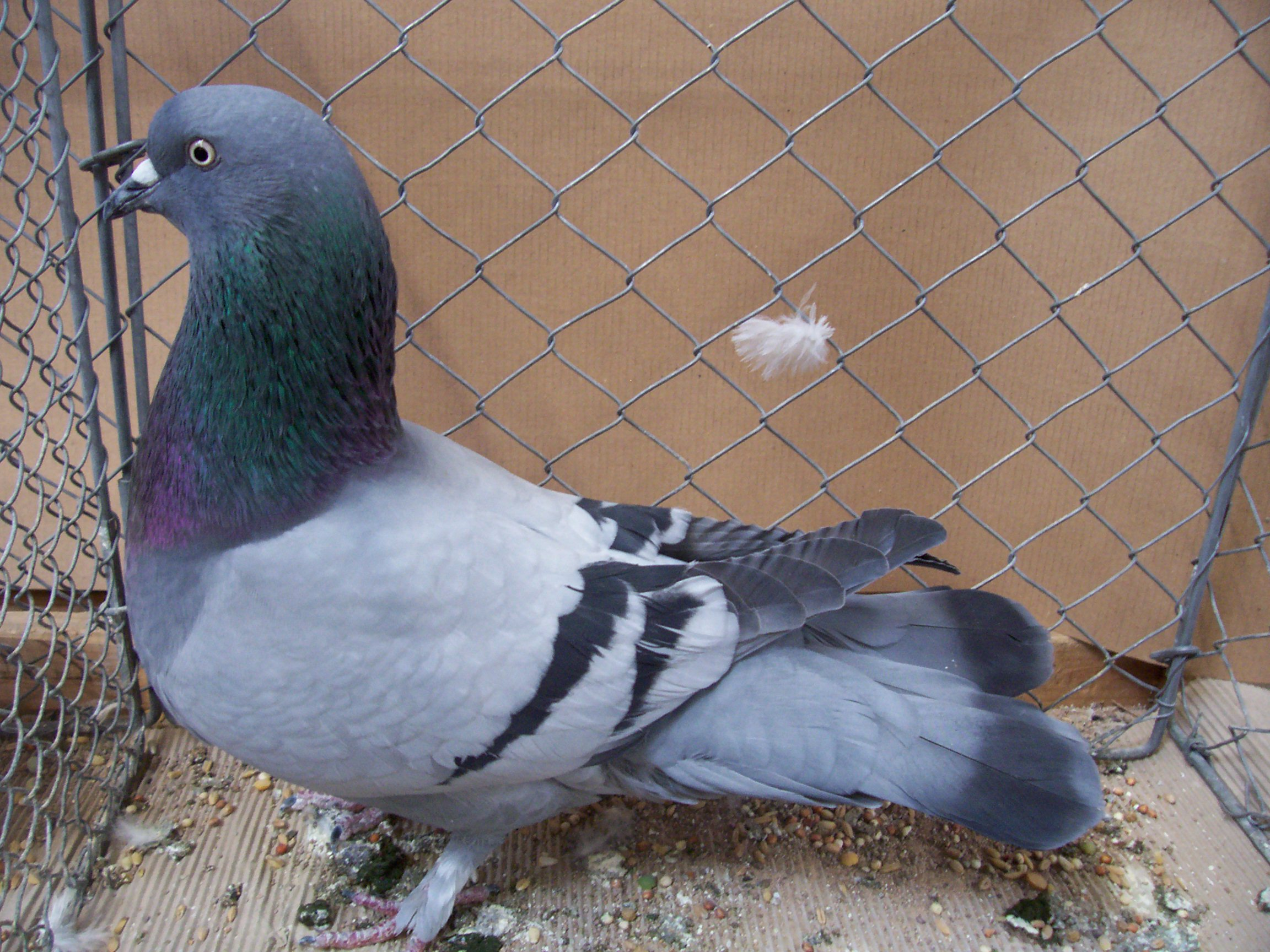
Blau mit schwarzen Binden
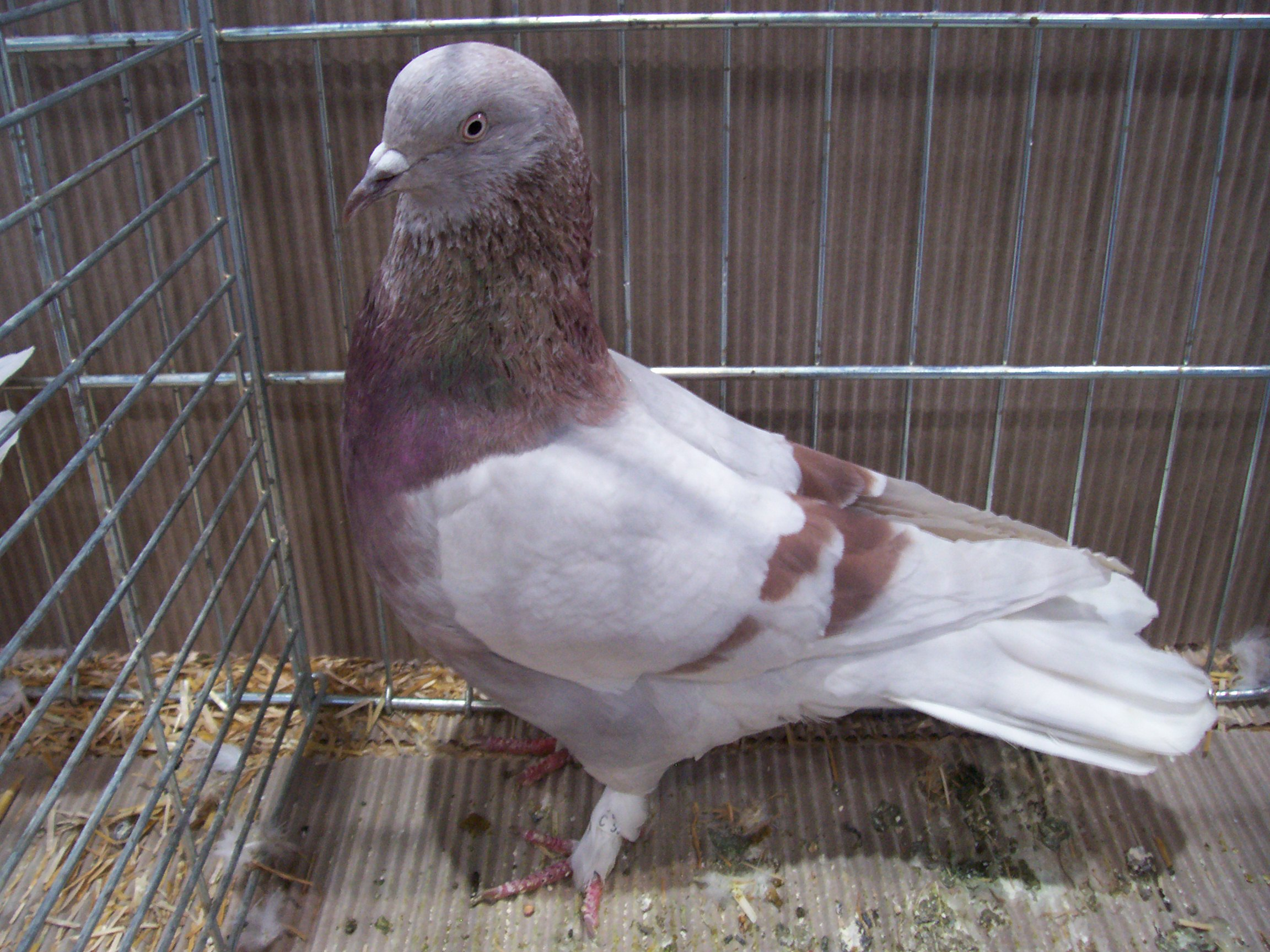
Rotfahl
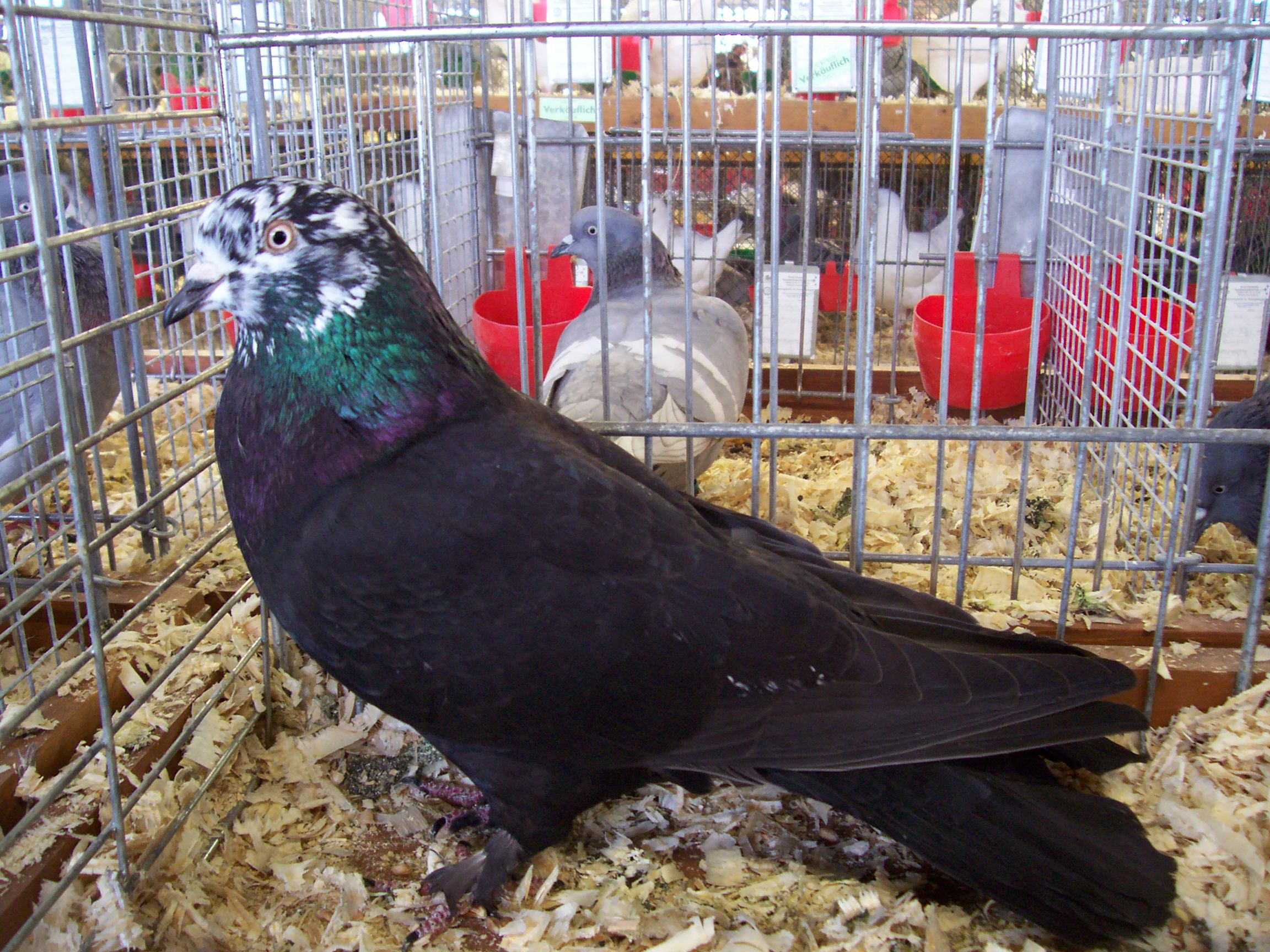
Muselköpfig schwarz